# Dominante (traduzione)
La dominante è la componente attorno alla quale si focalizza un testo e che ne garantisce l'integrità. Concetto alla base del processo traduttivo, è stato introdotto dai  formalisti russi, dagli  strutturalisti e da Roman Jakobson. La presenza di una dominante principale non esclude che esistano anche altre sottodominanti, subordinate rispetto alla dominante assoluta ma da tenere ugualmente in considerazione.

## Funzione informativa e funzione estetica
Un testo può avere una funzione informativa e/o una funzione estetica.
La funzione informativa può essere espressa in modo più o meno diretto: se in Manuale di statistica l'intento è chiaro fin dal titolo, un saggio intitolato Istruzioni per rendersi infelici è senz'altro ermetico, meno diretto e più ironico.
La funzione estetica si può riscontrare in caratteristiche legate al suono (ritmo, rima, assonanza, allitterazione), a marche sintattiche (costruzioni anomale,  dislocazioni), grammaticali (usi desueti, usi non normativi), di registro, ecc.
Non è detto che la dominante per l'autore coincida con quella del lettore: un romanzo storico, per esempio, può essere apprezzato come thriller anche se l'autore ha scelto come dominante la ricostruzione di una cultura passata..

## La dominante nella traduzione interlinguistica
Il processo traduttivo non può prescindere, tra le altre cose, dall'individuazione della dominante del prototesto. Essa può comunque differire da quella del metatesto, sulla base di una manipolazione consapevole o inconsapevole. Nel primo caso la dominante del metatesto viene dettata dalla cultura ricevente e dalle sue norme culturali: ciò avviene, per esempio, quando le considerazioni di carattere letterario passano in secondo piano a vantaggio dell'importanza politica di un fenomeno. Nel secondo caso, invece, può trattarsi di una comprensione difettosa del prototesto da parte del traduttore, che quindi ne fraintende la dominante.